# Gmina Jernløse
Gmina Jernløse (duń. Jernløse Kommune) była w latach 1970–2006 (włącznie) jedną z gmin w Danii w okręgu zachodniej Zelandii (Vestsjællands Amt). 
Siedzibą władz gminy było miasto Regstrup. 
Gmina Jernløse została utworzona 1 kwietnia 1970 na mocy reformy podziału administracyjnego Danii. Po kolejnej reformie 1 stycznia 2007 r. weszła w skład nowej gminy Holbæk.

## Dane liczbowe
- Liczba ludności: (♀ 3056 + ♂ 2887) = 5943
  - wiek 0-6: 9,4%
  - wiek 7-16: 14,3%
  - wiek 17-66: 66,4%
  - wiek 67+: 10,0%
- zagęszczenie ludności: 58,3 osób/km²
- bezrobocie: 3,6% osób w wieku 17-66 lat
- cudzoziemcy z UE, Skandynawii i USA: 94 na 10 000 osób
- cudzoziemcy z krajów Trzeciego Świata: 158 na 10 000 osób
- liczba szkół podstawowych: 2 (liczba klas: 33)